# Constituição Política do Estado do Ceará de 1891
A Constituição Política do Estado do Ceará de 1891  foi promulgada pelo Congresso Cearense Constituinte do Ceará no dia 16 de junho de 1891, elaborada sob os princípios da Constituição brasileira de 1891.

## Preâmbulo
| “ | Nós, os representantes do Ceará, reunidos em Congresso Constituinte, decretamos e promulgamos a seguinte CONSTITUIÇÃO POLÍTICA DO ESTADO. | ” |

## Corpo redacional
O corpo da Constituição Política do Estado do Ceará de 1891 compunha-se de uma literatura organizada em 108 artigos e o ADCT, Ato das Disposições Transitórias, possuindo 6 artigos.

## Elenco constituinte
O Congresso Constituinte tem as seguintes assinaturas:
- José Joaquim Domingues Carneiro, Presidente do Congresso Cearense Constituinte
- Joaquim Pauleta Bastos de Oliveira, 1º Vice-Presidente
- Francisco Ignácio de Queiróz, 1º Vice-Presidente
- Padre Luís de Sousa Leitão, 1º secretário
- Celso Ferreira Lima Verde, 2º secretário
- Antonio Monteiro do Nascimento Filho, 1º suplente dos secretários
- Moysés Correia do Amaral, º suplente dos secretários
- Antonio Sabino do Monte,
- Abel de Sousa Garcia,
- Francisco Antonio de Oliveira Sobrinho,
- Waldemiro Cavalcanti,
- Agapito Jorge dos Santos,
- Padre Antonio Candido da Rocha,
- Manoel Solon Rodrigues Pinheiro,
- Francisco Benevolo,
- Francisco Cunegundes Vieira Dias,
- Valdemiro Moreira,
- Pompílio Cordeiro da Cruz,
- João Marinho de Andrade,
- Vicente Cesário Ferreira Gomes,
- Joaquim Gomes de Matos,
- Catão Paes da Cunha Mamede,
- Clóvis Beviláqua e
- Manoel Vieira Gomes Coutinho